# Вайар, Диего
Диего Орасио Вайар Крус (исп. Diego Horacio Wayar Cruz; родился 15 октября 1993 года, Тариха, Боливия) — боливийский футболист, полузащитник клуба «Стронгест» и сборной Боливии.

## Клубная карьера
Вайар — воспитанник клуба «Унион Тариха». В 2009 году он дебютировал за команду, а затем недолго выступал за «Атлетико Циклон» и «Гарсия Агреда». В начале 2012 года перешёл в «Стронгест». 29 января в матче против «Насьональ Потоси» он дебютировал в боливийской Примере. 15 апреля в поединке против «Ла-Паса» Диего забил свой первый гол за «Стронгест». В составе клуба Вайар три раза выиграл чемпионат Боливии. 21 апреля 2014 года в матче Кубка Либертадорес против перуанского «Университарио» он отметился забитым мячом. 18 марта 2015 года в поединке Кубка Либертадорес против чилийского «Универсидад де Чили» Вайар забил гол. В 2017 году Диего в очередной раз стал чемпионом страны. 

## Международная карьера
1 сентября 2016 года в отборочном матче чемпионата мира 2018 против сборной Перу Вайар дебютировал за сборную Боливии. В 2019 году Диего попал в заявку на участие в Кубке Америки в Бразилии. На турнире он сыграл в матче против сборной Бразилии.

## Достижения
Командные
 «Стронгест»
- Победитель чемпионата Боливии (5) — Клаусура 2011/2012, Апертура 2011/2012, Апертура 2012/2013, Апертура 2013/2014, Апертура 2016/2017